# Louis Charbonnier
Louis Charbonnier (orthographe sujette à caution), né le 9 octobre 1754 à Clamecy, mort le 2 juin 1833 à Clamecy, est un général français de la Révolution et de l’Empire.

## Biographie
Issu d'une famille dont le père est cordonnier, il s'engage enfant au 49e régiment d'infanterie de ligne. Le 2 février 1771, il entre sous le nom de « Fleur d'orange » dans le régiment de Vintimille, et il renouvelle son engagement le 20 février 1789, mais dès la prise de la Bastille il déserte. Il passe en Suisse puis rentre à Clamecy où il est nommé capitaine de la Garde nationale, puis capitaine d’une compagnie au 1er bataillon de volontaires de la Nièvre. Chef de bataillon début 1792 et lieutenant-colonel en septembre de la même année, il prend part aux batailles de Jemappes et de Neerwinden.

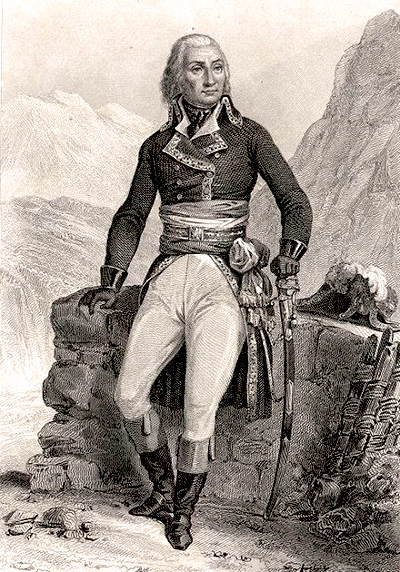
Le général Jean-Baptiste Jourdan.

Il délivre Lille de l’encerclement des Autrichiens, est blessé à Menin et, en mai ou juin 1793, il est promu au grade de général de brigade sous les ordres de Jourdan. Général de division le 18 janvier 1794, il prend le commandement de l'armée des Ardennes le 27 janvier suivant. Il remporte plusieurs succès, mais est tenu en échec sur la Sambre, à Grand-Reng. Quatre fois, il la franchit de vive force mais est finalement contraint de la repasser. Il fait incendier l'abbaye de Lobbes ainsi que l'abbaye d'Aulne et sa riche bibliothèque. Un nouvel échec devant Charleroi le fait appeler à Paris pour se justifier le 8 juin 1794. Réformé et mis à la retraite, il rentre à Clamecy, où il fait figure de notable. 
C’est ainsi qu’il est en bonne place dans le cortège qui se rend à la Montagne, en haut du Crôt Pinçon pour honorer l’Être suprême en 1794. Après la chute de Robespierre, il reconstitue la « société populaire » dissoute par Fouché, en s’entourant de vingt-et-un citoyens sérieux et compétents.
En 1796, dans des conditions mal définies, il réintègre le cadre avec le grade de commandant, il est affecté à Boulogne, puis à Givet et à Charleroi. En 1800, il recouvre son grade de général de brigade et commande à Liège, puis à Maastricht, où il était encore en 1814. Après les Cent-Jours, il est définitivement mis à la retraite. Il est fait chevalier de la Légion d'honneur le 11 décembre 1803, et Officier de l'ordre le 14 juin 1804.
Ses prestations postérieures à 1800 lui valent l'honneur de figurer sur la liste des valeureux officiers de l'Empire, sur le pilier nord de l'Arc de triomphe (avenue de la Grande-Armée - avenue de Wagram).
Rentré dans la vie civile après Waterloo, il meurt à Clamecy le 2 juin 1833, où il est enterré ,.

## Distinctions
Il fait partie des 660 personnalités à avoir son nom gravé sur l'arc de triomphe